# Palazzo delle Carrozze
Il palazzo delle Carrozze è un edificio dalle forme neoclassiche, situato in viale San Michele 9 a Parma; vi ha sede l'unità di lingue del dipartimento di discipline umanistiche, sociali e delle imprese culturali dell'Università degli Studi di Parma.

## Storia
L'edificio fu costruito nel 1763 lungo la strada che, affiancando le mura cittadine di sud-est, collegava la porta San Michele col Casinetto Petitot; il proprietario Mattia Ortalli lo adibì a fabbrica di carrozze, con annessa abitazione; nel 1764 il ducato di Parma, per favorire la nuova attività, aumentò i dazi sulle importazioni di carrozze fabbricate all'esterno dei confini dello Stato e l'industria prosperò per anni.
In seguito all'annessione del ducato da parte di Napoleone nel 1801, il governo francese acquistò la struttura e la destinò a ospedale e caserma militare.
Ormai degradato, l'edificio tornò dopo la caduta dell'Imperatore alla sua funzione originaria, ospitando anche un deposito di carrozze funebri; tuttavia, già nel 1819 il governo ducale decise di restaurarlo completamente e adibirlo a sede della nuova scuola di veterinaria; i lavori furono avviati, ma non furono completati a causa del fallimento della scuola, che il 5 novembre del 1821 fu definitivamente soppressa dalla duchessa Maria Luigia. Il palazzo fu quindi utilizzato come caserma dei Dragoni a cavallo.
Nel 1861, in seguito all'Unità d'Italia, l'edificio divenne la sede della guarnigione e del deposito della Cavalleria del Regio Esercito Italiano. In seguito, nel 1937 fu adibito a "stazione principale delle Carrozze" del Corpo dei Carabinieri Reali, che vi rimasero fino al trasferimento nel 1968 nel nuovo edificio di via delle Fonderie.
Dal 1969 al 1973 la struttura fu utilizzata come campo di raccolta dell'organizzazione Mani Tese, gestita dai missionari saveriani, per poi essere abbandonata per alcuni anni.
Nel 1980 il Demanio pubblico cedette ad uso perpetuo l'edificio all'Università degli Studi di Parma, che ne avviò i lavori di completa ristrutturazione per adibirlo a sede dell'istituto di lingue e letterature straniere, dal 2017 unità di lingue del dipartimento di discipline umanistiche, sociali e delle imprese culturali.

## Descrizione
L'ampio edificio si sviluppa su un impianto trapezoidale attorno a un lungo cortile centrale porticato.
La larga e semplice facciata principale su viale San Michele, interamente intonacata, si eleva su due livelli separati da una fascia marcapiano e punteggiati da numerose finestre.
All'interno si trovano nell'ala est gli uffici amministrativi, nel corpo a sud gli studi dei docenti e due aule, nell'ala ovest le aule didattiche, il laboratorio e la biblioteca e infine nelle strutture a nord l'aula magna e, all'interno dell'antica abitazione del custode, altri studi e la sede del CoLab.